# Złota Studnia
Złota Studnia – niewielka jaskinia w podszczytowych partiach Małej Babiej Góry (Cylu) w Beskidzie Żywieckim, jeden z 24 tego typu utworów w całym masywie babiogórskim. Długość 10,2 m.

## Położenie
Jaskinia leży w przygrzbietowych partiach Małej Babiej Góry, w obszarze Świstowych Skałek (1418 m n.p.m.) położonych ok. 600 m na północny zachód od jej wierzchołka. Wejście do jaskini znajduje się na wysokości ok. 1410 m n.p.m., w dolnej części prawej ścianki niewielkiej rozpadliny skalnej, usytuowanej nieco na południe od linii grzbietu, już po słowackiej stronie granicy. W pobliżu znajduje się jeszcze druga, mniejsza jaskinka o nazwie Złota Studnia II.
Jaskinia leży na terenie Słowacji, w granicach strefy ścisłej ochrony „A” Obszaru Chronionego Krajobrazu Górna Orawa (dawniej rezerwat przyrody Babia hora).

## Historia
Jaskinię odkrył dla współczesnej nauki w 1924 r. Zdzisław Stieber. Zdołał on wówczas zwiedzić jedynie wąski górny korytarz. Komin i dolny korytarzyk, prowadzący do małej komory, przeszli w Nowy Rok 1925 r. Józef Merta i Władysław Midowicz, którzy też nadali jaskini obecną nazwę. Długość jaskini niewiele przekraczała 10 m, jednak pomimo tego przez długi czas była uważana za najdłuższą jaskinię Babiej Góry.
W. Midowicz podaje, że podobno ...w dawnych czasach jaskinia nosiła nazwę Niedźwiedziej Dziury i była o wiele szersza. Według lokalnych podań mieli się w niej ukrywać zbójnicy. Jaskinia miała być także miejscem prac poszukiwaczy skarbów lub cennych kruszców – stąd miałyby pochodzić ślady drewnianej obudowy oraz szereg znaków, wykutych na skalnej ściance przy wejściu do niej.

## Charakterystyka
Epigenetyczna jaskinia pseudokrasowa, utworzona w gruboławicowych piaskowcach płaszczowiny magurskiej. Powstała w wyniku dylatacyjnego rozwarcia wspomnianych wyżej szczelin skalnych, występujących w rejonie głównego grzbietu babiogórskiego między Złotą Przełączką a Świstowymi Skałkami. Dostęp do wejścia utrudnia duży głaz, który miał być tu zatoczony po II wojnie światowej. Od wejścia bardzo ciasny korytarzyk prowadzi do pionowej studni, która w latach 20. XX w. liczyła ponad 6 m głębokości. Widoczne w niej były wówczas fragmenty zupełnie zbutwiałej, drewnianej obudowy, pochodzącej prawdopodobnie z pierwszej połowy XIX w. Z dolnej części studni nieco szerszy korytarzyk długości ok. 3 m prowadzi (w tym samym kierunku co górny) do niewielkiej nyży skalnej lub „jaskińki”, ...w której zmieści się jedna osoba.

## Znaczenie turystyczne
Pomimo iż jaskinia leży w bezpośredniej bliskości znakowanych szlaków turystycznych, biegnących grzbietem Małej Babiej Góry (polskiego zielonego  oraz słowackiego niebieskiego ), jej zwiedzanie nie jest możliwe, zarówno ze względów ochrony przyrody jak i bezpieczeństwa.